# Huby, Harrogate
Huby är en by i North Yorkshire i England. Byn är belägen 33,5 km 
från York. Orten har 736 invånare (2016).